# 炉心溶融
炉心溶融（ろしんようゆう）、あるいはメルトダウン（英語: nuclear meltdown, core meltdown）とは、原子炉中の制御棒やステンレススチール製の支持構造物等を含む燃料集合体が核燃料の過熱により融解すること。または燃料被覆管の破損などによる炉心損傷で生じた燃料の破片が過熱により融解すること。
炉心溶融は原子力事故における重大なプロセスの一つであり、さらに事態が悪化すると核燃料が原子炉施設外にまで漏出して極めて深刻な放射能汚染となる可能性がある。それに至らないまでも、溶融した炉心を冷却する際に発生する放射性物質に汚染された大量の蒸気を大気中に放出（ベント）せざるをえないことが多く、周辺住民の避難が必要となるなど重大な放射能汚染を引き起こす可能性がある。
臨界状態の核燃料が炉心溶融を起こす場合もあるが、原子炉の運転中に生成蓄積された核分裂生成物が臨界停止後も大量の崩壊熱を発生するため、未臨界状態の核燃料であっても炉心溶融を起こしうる。
なお原子炉における「炉心」とは燃料集合体や制御棒など原子炉の中核部分であって、それを囲む原子炉圧力容器内にある円筒状構造物であるシュラウドのようなものを指さない。

## 概要
原子力発電では、低濃縮ウランなどの核燃料を臨界状態にすることで、核分裂で発生する熱によって発電する。
通常時は核分裂の連鎖反応で安定的かつ持続的に発電するが、定期点検や緊急の際には核分裂反応を中断させ原子炉を停止する必要がある。しかしながら一度運転を開始した燃料には核分裂により発生した核分裂生成物が多量に含まれており、これらが核分裂停止後も放射性崩壊によりしばらく崩壊熱を出し続ける。したがって、しばらくの間は炉心を冷却し続けなければならない。
ところが何らかの要因により炉心の冷却が行われないと、運転状態直後の核燃料の持つ高いレベルの余熱に加え、崩壊熱によって炉心の温度上昇を招き、核燃料で用いる二酸化ウランをも溶かす。また燃料棒に使われているジルコニウム合金が高温になった状態で水と反応すると大量の熱を発するとともに、燃料棒ならびに燃料集合体を破壊する。これが炉心溶融である。
なお炉心以外であっても、たとえば使用済み核燃料プールに保管されている核燃料も崩壊熱を発している。これらも炉心同様に冷却されなければ過熱して燃料の溶融を起こしうる。
炉心溶融と類似の概念に、燃料棒の損傷、炉心損傷、燃料ペレットの溶融、メルトダウンがある。2011年4月18日まで、日本政府は「炉心の状況を指し示す言葉の定義」を整理していなかった。マスコミは、福島第一原発事故をメルトダウンと認める(呼ぶ)ように求めていた。また、日本政府の認識では、炉心溶融とメルトダウンは、意味が少し異なる。東京電力と政府は、「メルトダウン」という言葉は使わずに、燃料の損傷、炉心の破損、燃料の被覆管が溶けた、などの言葉を使用していた
。
また、東京電力は、炉心の5%が損傷した場合はメルトダウンだと2011年3月11日より前に定義していた。
原子力発電施設の技術部門に関する専門家の佐藤暁は、「何を」あるいは「どこからどこまで」を「炉心溶融」、「メルトダウン」と呼ぶかは定かでないと述べている
2022年6月25日の日本原子力学会の福島第一原子力発電所廃炉検討委員会のシンポジウム「第6回　東京電力福島第一原子力発電所の廃炉「チャレンジする課題」」で、倉田正輝は「沸騰水型軽水炉の福島第一原発事故では、それまで想定されていた加圧水型軽水炉の「典型的な」メルトダウンとは違い、溶融炉心・コンクリート相互作用(MCCI)がほとんど起きていない」と話した。

## 炉心溶融の原因と対策

### 原因
炉心溶融の原因には、以下のものがある。
1. 原子炉冷却材の冷却能力の異常な減少や喪失（冷却材喪失事故）
2. 炉心の異常な出力上昇に対するスクラム（制御棒の全挿入による原子炉緊急停止）の失敗
3. 炉心状態の異常な過渡変化
4. 大地震や重量物落下による炉心損傷（高温で脆弱化していた被覆管の損傷を含む）
5. 冷却水の流路が閉塞されることによる冷却能力の低下

### 対策
冷却機能の喪失は本来あってはならない事態であるが、日本の国内外で複数回、実際に発生している（後述）。これを防ぐために冗長化された炉心の冷却機構が求められる。
冷却材に水を用いる原子炉では、緊急時に炉心に大量の注水を行う緊急炉心冷却装置 (ECCS) などが設けられている。
炉心溶融を起こしにくいタイプの原子炉（溶融塩原子炉など）の開発も取り組まれている。
また炉心溶融の防止や、事故後の廃炉作業に生かす教訓を得るため、事故を起こした原子炉の調査（福島第一原子力発電所事故など）や炉心溶融時の核燃料などの挙動を予測するシミュレーション手法の開発も行われている。

## 炉心溶融による被害

### 融解した燃料による容器の損傷
融解した核燃料は、自らが発する熱によって鉄などの融点よりも遥かに高温となっている。このため直ちに冷却しなければ原子炉圧力容器を損傷し、あるいは原子炉圧力容器のみならず原子炉格納容器の底をも貫いて燃料が外部に流出する可能性がある。その結果大量の放射性物質を含む燃料が容器外、ひいては発電所外に漏出してしまうと甚大な被害が発生しうる。
チェルノブイリ原子力発電所事故では、圧力管（軽水炉における圧力容器）を融かし貫通、高温の燃料が他の物質を溶かし込みながら溶岩状の塊を形成した。物体はその形から「ゾウの足」と呼ばれている。
燃料の融解が進行し圧力容器・格納容器外に漏出するのは「メルトスルー」（炉心貫通）、建屋を抜けて外部へ漏出した場合は「メルトアウト」などとも表現される。
メルトスルー以降の状態を「チャイナ・シンドローム」と呼ぶこともある。これは1960年代に米原子力委員会の委託を受けメルトスルーにより想定される事態を検証した研究者・技術者らが、溶融燃料が基部のコンクリートを貫き地中へと落下を続ける事態を表すために用い始めた言葉で、1979年にアメリカ合衆国で公開された同名の映画によって広く知られるところとなった。アメリカ合衆国で融け落ちた燃料が、溶融を止める手立てのないまま地面を溶かしながら沈んでゆき、そのまま地球の中心を通り越して反対側の中国まで突き抜けてしまうという意味のブラックジョークであるが、地理上はアメリカ合衆国の対蹠地は中国ではなく(インド洋南部（本土）、アフリカ南部（ハワイ州）、南極大陸の一部・インド洋・大西洋南部（アラスカ州）が本当の対蹠地）、また現実には溶けた核燃料が地球を貫通するようなことは起こり得ない。あくまで炉心溶融による被害の深刻さを大げさに誇張した表現である。
福島第一原子力発電所事故によりスクラム直後の崩壊熱が大きく、臨界を止めても溶融を起こし得ることが注目されたが、同事故の前よりこうしたケースを含めて、メルトダウンと定義している例はある。

### 被覆管の損傷、溶出などによる水素の発生
燃料被覆管にはもっぱらジルコニウムの合金「ジルカロイ」が使用される。ジルコニウムは熱中性子の吸収断面積が全金属中で最小のため被覆管に向いているが、高温の状態では高い還元性を示すようになる。この性質は冷却に水を用いる原子炉において冷却水喪失などで被覆管が高温になった際に問題となり、冷却水や水蒸気が高温（摂氏700度以上）のジルカロイに接触すると、酸化還元反応でジルコニウムが酸素を奪って気体の水素が発生する。
Zr + 2H2O → ZrO2 + 2H2
これは高温になるにつれ発生速度が上がる。
発生した水素は、外部から冷却のために注入された水から発生した酸素、あるいは原子炉内圧力が下がったとき亀裂などから流入した酸素などと混合したとき、あるいは原子炉格納容器内の蒸気圧が高くなり密閉材の耐圧限界を超えて格納容器から水蒸気などとともに建屋に漏れ出るなどすると空気と混ざって爆発を起こす恐れがある。原子炉内部で水素爆発が発生すると容器や建屋を大きく破壊し、事態をより悪化させる恐れがある。これを防ぐために、「ベント」（排気; ベンチレーション。原子炉格納容器の圧力抑制室または原子炉格納容器そのものに通じる弁を大気に開放し内圧を下げること）のほか静的触媒式水素再結合装置によって水素を酸素と結合させて水蒸気として取り除いたり、水素燃焼装置（イグナイタ）により炉心損傷時に短時間に発生する多量の水素を計画的に燃焼させるなどといった対策が行われる。
なおジルコニウムとの反応以外でも、軽水炉では核分裂反応や核生成物質によって生じる放射線によって、減速材や冷却水が放射線分解され水素と酸素が発生する。通常運転時は設置されている排ガス再結合器によって水へ戻される。

### 再臨界
燃料集合体に装荷された核燃料は、制御棒によって反応を制御された状態にあるが、炉心溶融により融け落ちた燃料はその制御を失う。炉心溶融が発生した時点では核分裂が停止していても、融け落ちた燃料の形状、配置、水の存在（反射材・減速材となるため反応を増長する）によっては、再び臨界に達する可能性がある。
臨界状態になるとさらに大量の熱・放射線が放出され、事態がより悪化してしまうため、中性子吸収材（ホウ素など）などの投入によって再臨界の防止を図る。

## 過去の炉心溶融
民間原子力施設で起きた炉心溶融事故には以下のものがある。
- 1966年 フェルミ1号炉事故（アメリカ合衆国）
- 1969年 リュサン原子力発電所事故（スイス）
- 1979年 スリーマイル島原子力発電所事故（アメリカ合衆国）[25]
- 1986年 チェルノブイリ原子力発電所事故（ソビエト連邦、現・ウクライナ）
- 2011年 福島第一原子力発電所事故（日本）

## 注・出典
1. ↑  “メルトダウン”. コトバンク. 2022年12月23日閲覧。
2. ↑  “What is a "meltdown"? Can a meltdown be prevented? - About Emergency Response - Frequently Asked Questions About Emergency Preparedness and Response”. United States Nuclear Regulatory Commission. 2023年3月31日閲覧。
3. ↑  “原子力防災基礎用語集：さくいん”.  原子力安全技術センター. 2011年7月2日時点のオリジナルよりアーカイブ。2016年9月7日閲覧。など
4. ↑  ATOMICA 軽水炉燃料の炉内挙動（通常時）「原子炉運転中の被覆管温度は約550Kから700Kである。」
5. ↑  ATOMICA 燃料棒内温度分布（典型例）
6. ↑  二酸化ウランの融点は2865 °C (3140 K)と、鋼よりも遥かに高い。
7. ↑  “4号機、燃料溶融寸前だった…偶然水流入し回避”. YOMIURI ONLINE (読売新聞社). (2011年4月28日).  オリジナルの2013年5月1日時点におけるアーカイブ。
8. ↑  National Research Council (2006). Safety and Security of Commercial Spent Nuclear Fuel Storage: Public Report. National Academies Press. doi:10.17226/11263. ISBN 978-0-309-09647-8
9. ↑  “燃料棒の溶融、保安院が初めて認める　内閣府に報告”.   朝日新聞 (2011年4月18日). 2024年8月17日閲覧。
10. ↑  “炉心損傷等の定義に関する質問に対する答弁書：答弁本文：参議院”. 参議院 (2012年3月16日). 2024年8月17日閲覧。
11. ↑  “聴取結果書”. 内閣府 (2011年12月1日). 2024年8月17日閲覧。
12. ↑  “メルトダウンの公表に関するこれまでの検証状況について” (PDF). 新潟県庁 (2016年3月23日). 2024年8月19日閲覧。
13. ↑  “東京電力本店の記者会見テキスト２０１１年３月１３日１５時５８分から３８分間）”.   FUKUSHIMA STUDY (2011年3月13日). 2024年8月19日閲覧。
14. ↑  “「隠蔽だと思う」メルトダウン公表遅れに東電幹部”.   テレビ朝日 (2016年5月30日). 2024年8月19日閲覧。
15. ↑  “東京電力ＨＤ・新潟県合同検証委員会 検証結果報告書”. 新潟県庁 (2018年5月18日). 2024年8月19日閲覧。
16. ↑  “福島第一原子力発電所廃炉検討委員会”. 日本原子力学会. 2024年8月19日閲覧。
17. ↑  “福島原発事故、典型的メルトダウンではなかった”.   日本経済新聞 (2022年8月10日). 2024年8月19日閲覧。
18. ↑  倉田正輝. “デブリの生成過程と取扱い”. JAEA 国立研究開発法人 日本原子力研究開発機構 研究開発推進部 科学技術情報課. 2024年8月19日閲覧。
19. ↑  炉心損傷に関する現状と課題 (PDF)  日本原子力研究所(JAERI)1982年5月 IAEAサイト
なお、同報告書では炉心損傷事故(Severe Core Damage Accident）あるいは炉心損傷と訳出して，SCDというアブレビに対応させている(pi,p1)。カタカナ語のメルトダウンの語源であるmelt downに対しては「溶融落下」という訳出がなされている(p28）。
20. ↑  カナダELYSIUM社の溶融塩原子炉、メルトダウンなく安全、10年後の実現目指す『日経ものづくり』（2018年1月31日）2018年5月21日閲覧。
21. ↑  炉心溶融挙動を予測する新しい数値シミュレーションコードの開発～デブリの詳細な組成分布の推定に光が見えた～国立研究開発法人日本原子力研究開発機構（2018年3月23日）2018年5月21日閲覧。
22. ↑  「メルトダウン詳細に再現 原子力機構 燃料堆積状況など把握」『日経産業新聞』2018年5月10日（先端技術面）。
23. ↑  ATOMICA チェルノブイリ原子力発電所事故の経過 (02-07-04-12) 図6 象の足
24. ↑  齊藤誠：原発危機の経済学 (PDF)
25. 1 2  小林健介、石神努、浅香英明、秋元正幸：BWRの炉心損傷・炉心溶融事故解析の現状 日本原子力学会誌 Vol.27 (1985) No.12 P1093-1101
26. ↑  大坪国順「〈随筆〉福島第一原子力発電所の事故に関わる疑問点」『地球環境学』第9号、上智地球環境学会、2014年3月、109-119頁、ISSN 18807143。
27. ↑  Ralph Eugene Lapp は1971年に次のように述べており、これがチャイナ・シンドロームの最初の用例とされている。 ：  ･･･ The behavior of this huge, molten, radioactive mass is difficult to predict but the Ergen report contains an analysis showing that the high-temperature mass would sink into the earth and continue to grow in size for about two years. In dry sand ahot sphere of about 100 feet in diameter might form and persist for a decade. This behavior projection is known as the China syndrome. ･･･ （"Thoughts on Nuclear Plumbing," New York Times, 12 Dec. 1971, p.E11）
引用中の the Ergen report とは、The Ergen Report, 1967 – ECCS, Meltdown studies. by W K Ergen; U.S. Atomic Energy Commission. Advisory Task Force on Power Reactor Emergency Cooling.
28. ↑  
金谷俊秀. "チャイナシンドローム". 知恵蔵2015. 朝日新聞社. 2013年1月12日閲覧。
29. ↑  山崎久隆「隠された原発大事故--福島第1原発2号・1981年5月12日」『世界』第586巻、世界、1993年9月、266-273頁、NAID 40002107787。P267
「原発で問題なのは、スクラムで核分裂反応を止めても、燃料の中に出来ている放射性物質の崩壊熱で、原子炉停止直後も、長時間にわたって大きな熱を出すことである。（中略）この冷却に失敗すれば、燃料棒は自ら発する熱のために、ついには溶け出して崩れ落ちる。これをメルトダウンという」と述べられている。
30. ↑  水―ジルコニウム反応について
31. ↑  “運転状態を踏まえたBWRにおける可燃性ガスへの対応” (PDF).   電気事業連合会 (2010年1月19日). 2011年7月8日時点のオリジナルよりアーカイブ。2016年9月7日閲覧。
32. ↑  “3号機にホウ酸注入、再臨界防止に1・2号機も”. YOMIURI ONLINE (読売新聞社). (2011年3月16日).  オリジナルの2013年5月1日時点におけるアーカイブ。